# Площадь Платова (Новочеркасск)
Площадь Платова — площадь в центре Новочеркасска Ростовской области.

## История
Составляя план города, первый архитектор Новочеркасска Франц де Волан разместил в центре города большую площадь, ограниченную четырьмя улицами, ныне носящими названия Александровская, Пушкинская, Атаманская и Платовский проспект. Площадь постепенно застраивалась. 18 мая 1805 года на площади было заложено здание Гостиного двора, предназначенное для торговли. Первоначально сама площадь называлась площадью Гостиного двора.
Владимир Броневский в своей книге «История Донского войска. Описание Донской земли и Кавказских минеральных вод» (1834) описывает площадь, как пустынное место с участком под публичный сад. Главным строением площади был глухой, без окон, гостиный двор, наскоро сооруженный.

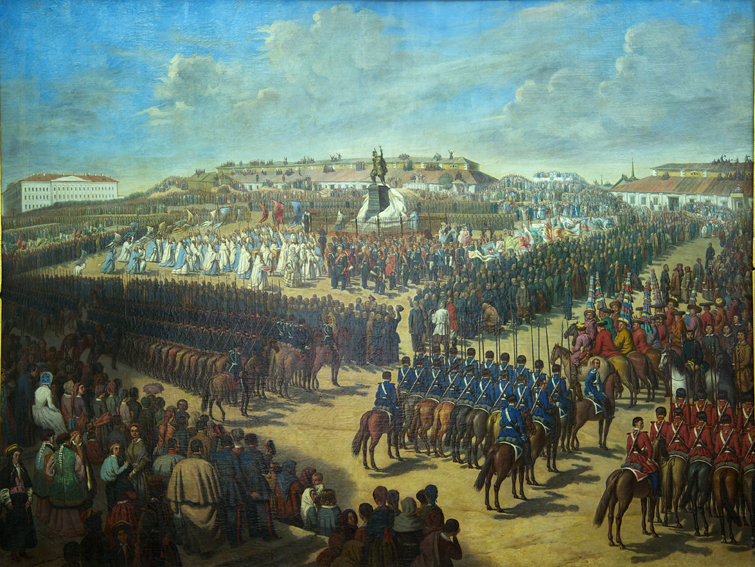
Карл Мазер. Открытие памятника Платову на Александровской площади

В 1841 году улицам и площадям Новочеркасска были даны официальные названия. Площадь гостиного двора получила название Александровская в честь посещения «Войска Блаженной памяти Государем Императором Александром Благословенным». В мае 1853 года на площади состоялась церемония открытия памятник атаману Платову (скульпторы А. А. Иванов, Н. А. Токарев, П. К. Клодт).
К этому времени на площади находились: построенный в 1844 году дом областных присутственных мест, включая областное правление и окружной суд, деревянные лавки гостиного двора, деревянная Александровская церковь, древний курган.
Позднее деревянные лавки гостиного двора были разобраны, на их месте в 1857 году были построенные каменные здания торговых рядов (архитектор И. О. Вальпреде). В 1860 году около Александровского сада начали строить Атаманский дворец, для размещения в нем наказного атамана и приезжающих в город членов императорской семьи.
В XIX веке Александровская площадь была замощена булыжником. В конце XIX — начале XX веков были изданы открытки с видами Новочеркасска. На одной из них была фотография с видом на Александровскую площадь.
В настоящее время площадь Платова остаётся главной площадью Новочеркасска. На ней проводятся городские праздники и фестивали.